# Boosaaso
Boosaaso (eller Bosaso) er en by i den nordlige del af Somalia, med et indbyggertal på cirka 450.000. Byen ligger ved landets kyst til Adenbugten, i den autonome republik Puntland. 
11°17′N 49°11′Ø / 11.283°N 49.183°Ø